# Сьвідри (Опольський повіт)
Шьвідри (пол. Świdry) — село в Польщі, у гміні Ополе-Любельське Опольського повіту Люблінського воєводства.